# 韦廷王朝
韦廷王朝（英語：House of Wettin）是源自德國的一個王朝，此家族成員曾出任薩克森選帝侯、國王以及波蘭國王、英国国王等。

## 起源
韦廷王朝起源於現在德國萨克森-安哈尔特州的韦廷鎮，由當時的迈森藩侯（Markgraf von Meißen）創立於1089年。其後韦廷家族成為萨克森地區最有勢力的家族。1263年韦廷家族獲得今日图林根地區。在1423年韦廷家族獲得了薩克森選帝侯之位。1485年韦廷王朝分裂為兩系，即恩斯特系和阿尔布雷希特系。

## 恩斯特系
恩斯特系在1485年韦廷王朝分家後，繼承了薩克森選帝侯之位和家族在图林根的領地。在宗教戰爭期間，該分支逐漸傾向支持基督新教。最終，在1547年，薩克森選帝侯的職位和領地，被當時的神聖羅馬皇帝卡爾五世改封與阿尔布雷希特系。
恩斯特系在图林根继续分裂为萨克森-魏玛-艾森纳赫、萨克森-哥达-阿尔滕堡、萨克森-迈宁根、萨克森-科堡-萨尔费尔德等小公国，1826年，萨克森-哥达-阿尔滕堡和萨克森-科堡-萨尔费尔德通过婚姻合并成為萨克森-科堡-哥达公國。此後，該国的王子们陸續在比利時，葡萄牙，保加利亞和英國建立了萨克森-科堡-哥达王朝。

## 阿尔布雷希特系
在1485年韦廷王朝分家後，阿尔布雷希特系陸續獲得了德累斯顿和莱比锡附近的薩克森地區。由於該分支恪守天主教信仰，並幫助神聖羅馬皇帝打擊新教。最終於1547年獲封薩克森選帝侯的爵位，自此成為韦廷王朝的正統。而薩克森選侯国更於1806年被法皇拿破仑一世升格為薩克森王國，直至1918年才被推翻，成為魏瑪共和國的一個州。
該王朝的成員亦曾於1697年到1763年獲選為波蘭國王和在1807年至1814年間被法皇拿破崙委任為華沙大公。